# 眼底検査

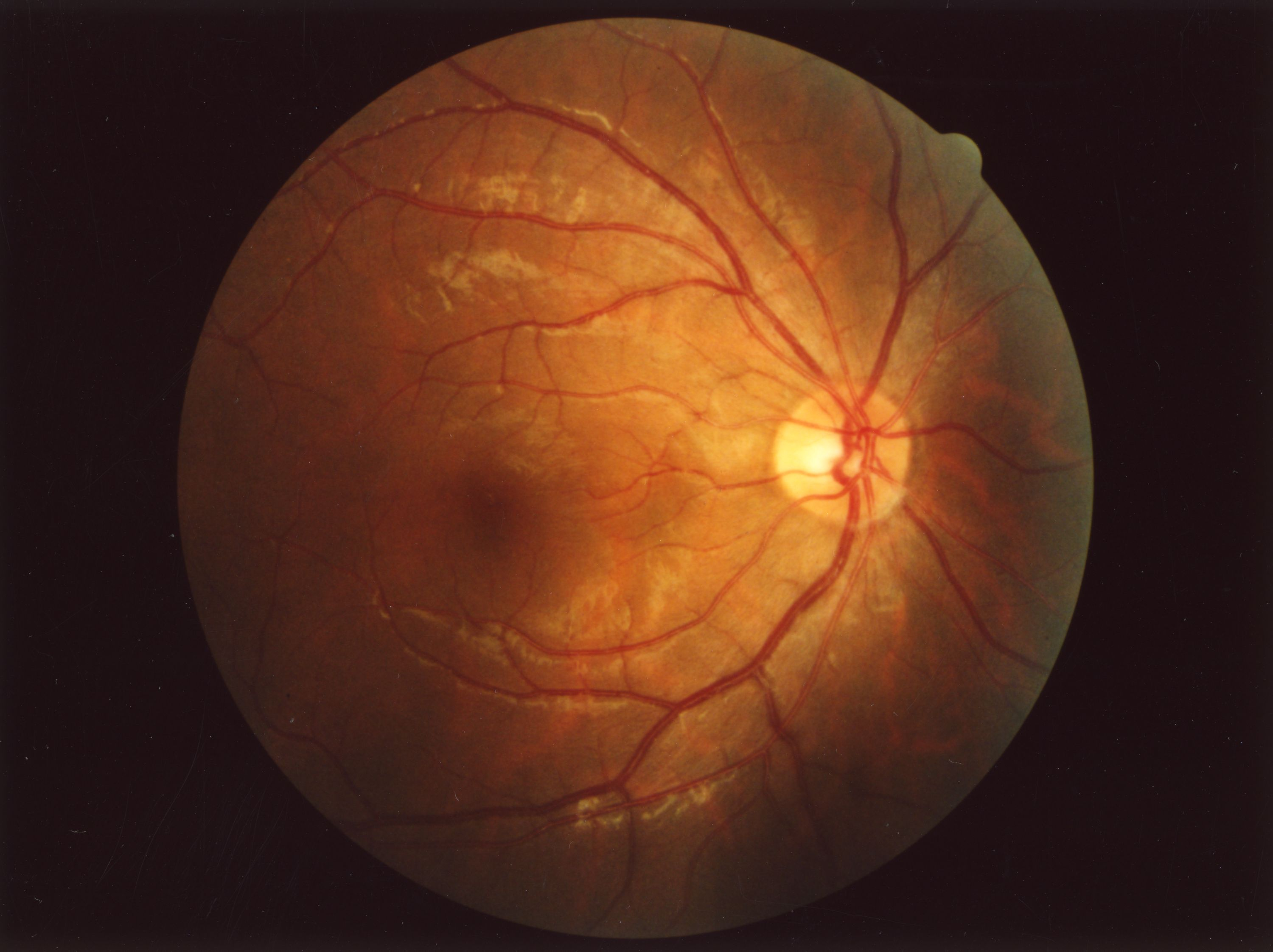
健康男性の眼底写真

眼底検査（がんていけんさ、英:Ophthalmoscopy (funduscopy or fundoscopy)）とは、瞳孔を通じて眼球内の網膜、視神経乳頭などを検査することをいう。

## 解説

人間の眼

眼底検査には、検眼鏡、細隙灯顕微鏡、直像鏡、倒像鏡、眼底カメラなどを使う。
眼底検査は網膜硝子体疾患、視神経疾患の診断・診察に有用である。また眼底は直接的に血管を観察できる場所である。このため眼科領域だけでなく、高血圧症、糖尿病といった血管に影響の出ることのある内科疾患に関しても重要な検査である。
また、眼底検査で脳腫瘍を疑わせる所見（鬱血乳頭）が得られるときもあり、この場合は脳神経外科の受診を勧められることになる。乳頭陥凹がみられる際には必ず眼圧測定を行い緑内障について鑑別を行う。

## 検査機器

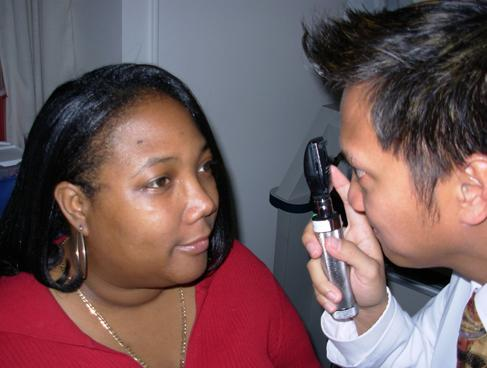
検眼鏡による検査
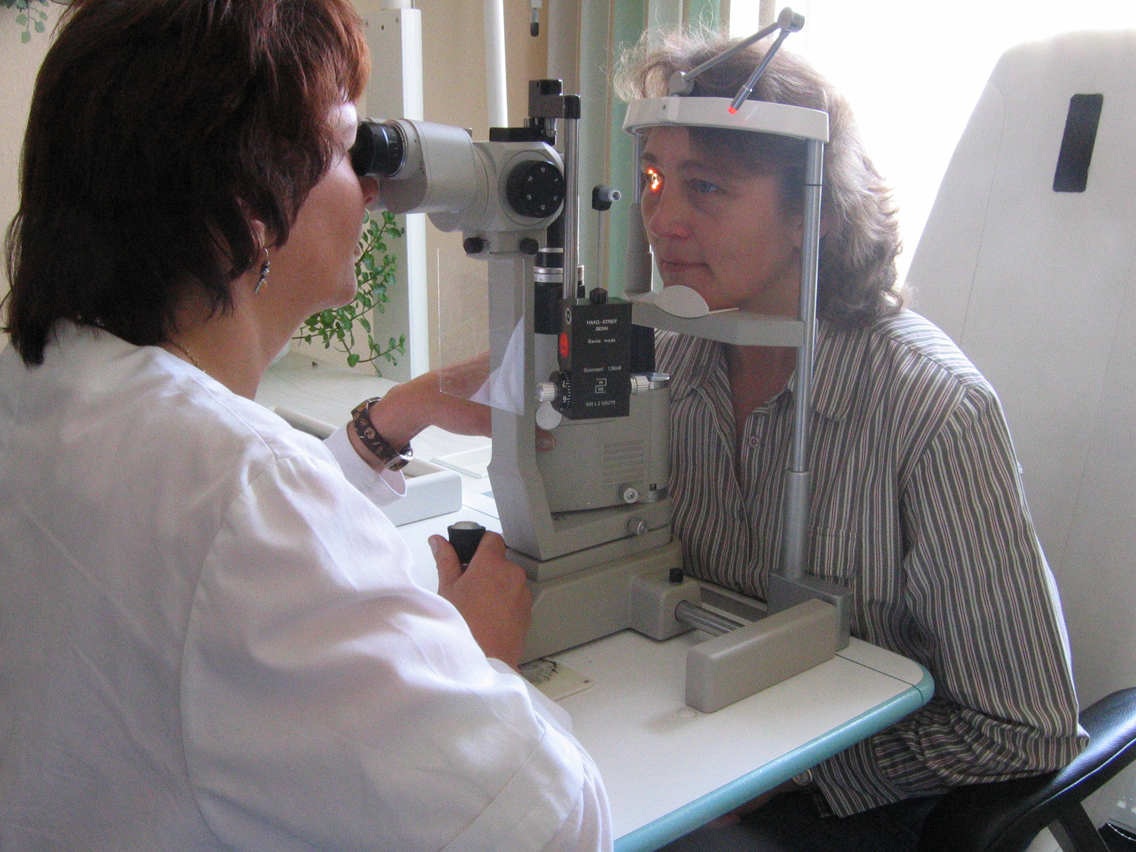
細隙灯顕微鏡による検査
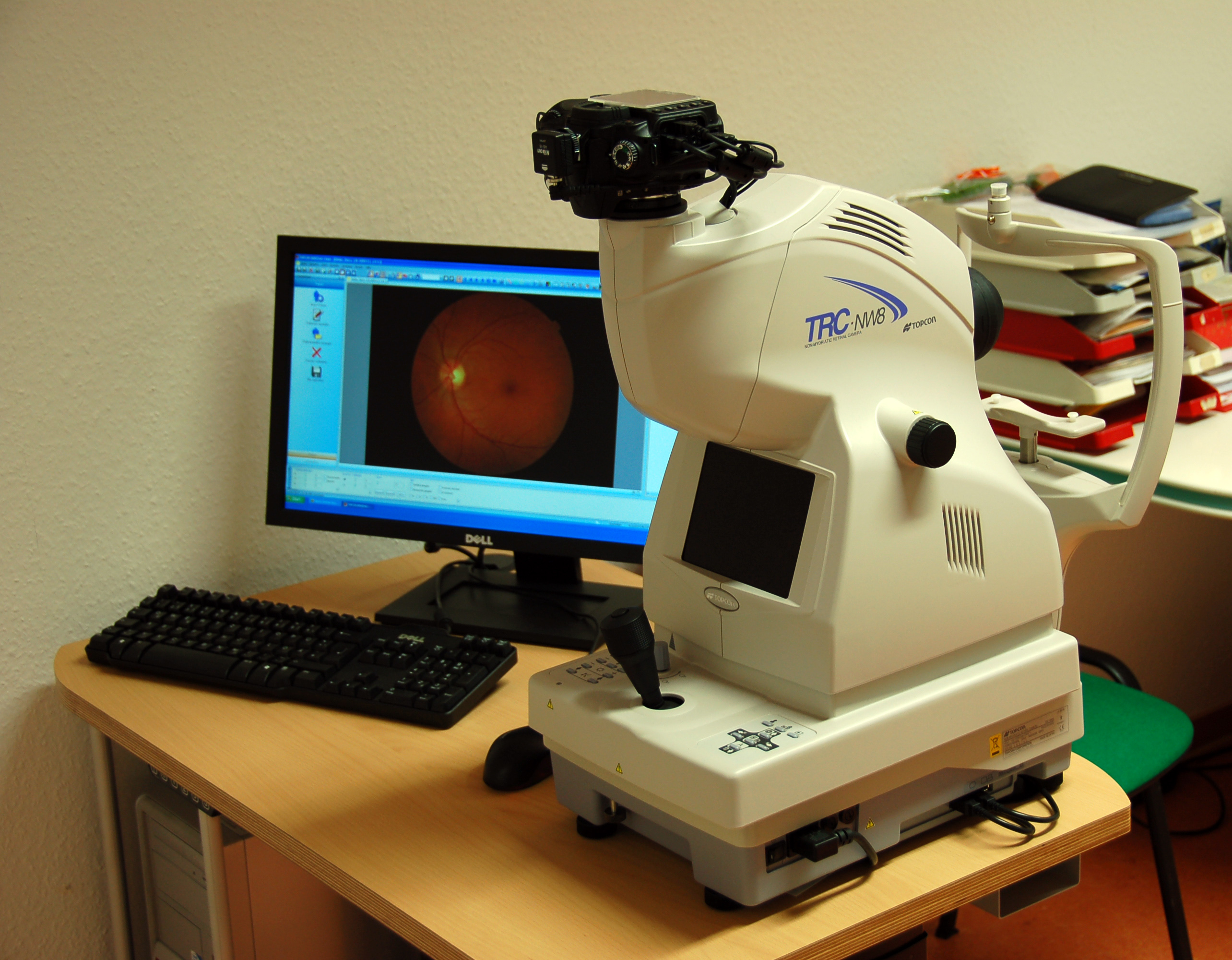
眼底カメラ

| - 検眼鏡による検査 - 細隙灯顕微鏡による検査 - 眼底カメラ |